# Distrito congresional at-large de Dakota del Norte
El Distrito Congresional At-large es un distrito congresional que elige a un Representante para la Cámara de Representantes de los Estados Unidos por el estado de Dakota del Norte. El distrito congresional abarca a todo el estado de Dakota del Norte. Según la Oficina del Censo, en 2011 el distrito tenía una población de 666 783 habitantes. .

## Geografía
El Distrito Congresional At-large se encuentra ubicado en las coordenadas 47°27′25″N 100°27′43″O / 47.45694, -100.46194.

## Demografía
Según la Oficina del Censo de los Estados Unidos, en 2011 había 666 783 personas residiendo en el Distrito Congresional At-large. De los 666 783 habitantes, el distrito estaba compuesto por 612 819 (91.9%) blancos; de esos, 602 373 (90.3%) eran blancos no latinos o hispanos. Además 7 231 (1.1%) eran afroamericanos o negros, 35 544 (5.3%) eran nativos de Alaska o amerindios, 6 693 (1%) eran asiáticos, 348 (0.1%) eran nativos de Hawái o isleños del Pacífico, 3 629 (0.5%) eran de otras razas y 10 965 (1.6%) pertenecían a dos o más razas. Del total de la población 13 210 (2%) eran hispanos o latinos de cualquier raza; 9 955 (1.5%) eran de ascendencia mexicana, 1 017 (0.2%) puertorriqueña y 129 (0%) cubana. Además del inglés, 549 (1.3%) personas mayor a cinco años de edad hablaban español perfectamente.
El número total de hogares en el distrito era de 278 669, y el 61.6% eran familias en la cual el 27 tenían menores de 18 años de edad viviendo con ellos. De todas las familias viviendo en el distrito, solamente el 50.5% eran matrimonios. Del total de hogares en el distrito, el 5.1 eran parejas que no estaban casadas, mientras que el 0.3% eran parejas del mismo sexo. El promedio de personas por hogar era de 2.3. 
En 2011 los ingresos medios por hogar en el distrito congresional eran de US$51 704, y los ingresos medios por familia eran de US$80 808. Los hogares que no formaban una familia tenían unos ingresos de US$108 221. El salario promedio de tiempo completo para los hombres era de US$44 660 frente a los US$32 462 para las mujeres. La renta per cápita para el distrito era de US$28 055. Alrededor del 7.9% de la población estaban por debajo del umbral de pobreza.